# Selfish Love
«Selfish Love» (с англ. — «Эгоистичная любовь») — песня, записанная французским диджеем DJ Snake и американской певицей Селеной Гомес. Композиция была выпущена на лейбле Interscope Records 4 марта 2021 года в качестве третьего и последнего сингла с дебютного мини-альбома Гомес Revelación. Трек знаменует собой вторую совместную работу DJ Snake и Селены Гомес, первой из которых стала «Taki Taki» выпущенная в 2018 году.

## Предыстория
24 февраля 2021 года DJ Snake опубликовал в своих социальных сетях видео, в котором отображаются сообщения с Селеной Гомес о том, что они получили 4-кратную платиновую сертификационную табличку RIAA за песню «Taki Taki», их предыдущую совместную работу с Карди Би и Осуной. Затем он отправляет Гомес чтение сообщения; «Я думаю, пришло время дать им ещё один», за которым следует аудиоклип. Они объявили дату выхода и название сингла на следующий день, 25 февраля.

## Композиция
«Selfish Love» — это песня в стиле тропикал-хаус и дэнс-попа с влиянием дабстепа, а также, латиноамериканских и ближневосточных ритмов. С текстами на испанском и английском языках, песня рассказывает историю девушки, которая признаётся в чувстве ревности. Песня была написана DJ Snake и Селеной Гомес вместе с Кэт Далией, Kris Floyd, K Sotomayor и Marty Maro, а спродюсирована DJ Snake и Maro.

## Список композиций
Слова и музыка всех песен — написаны Уильямом Григасин, Селеной Гомес, Кэт Данелией, Марти Маро, Кареном Сотомайяром и Крисом Флойдом.
| №  | Название       | Длительность |
| -- | -------------- | ------------ |
| 1. | «Selfish Love» | 2:49         |

| №  | Название                      | Длительность |
| -- | ----------------------------- | ------------ |
| 1. | «Selfish Love» (Tiësto Remix) | 2:34         |

| №  | Название                           | Длительность |
| -- | ---------------------------------- | ------------ |
| 1. | «Selfish Love» (Jack Chirak Remix) | 2:42         |

| №                   | Название                           | Длительность |
| ------------------- | ---------------------------------- | ------------ |
| 1.                  | «Selfish Love» (Acoustic Mix)      | 2:49         |
| 2.                  | «Selfish Love» (Jack Chirak Remix) | 2:42         |
| 3.                  | «Selfish Love» (Tiësto Remix)      | 2:33         |
| 4.                  | «Selfish Love» (Original)          | 2:49         |
| Общая длительность: | Общая длительность:                | 9:75         |

## Участники записи
Вся информация из Genius
- DJ Snake — автор песни, продюсирование, сведение
- Селена Гомес — вокал, автор песни
- Маро — композиция, постановка
- Карен Сотомайор — автор песни
- Кэт Далия — автор песни, бэк-вокал
- Крис Флойд — написание песен
- Барт Шудель — инженер, вокальный инженер
- Николас Мерсье — инжиниринг, мастеринг, сведение

## Чарты
| Чарт (2021)                                | Высшая позиция |
| ------------------------------------------ | -------------- |
| Бельгия/Фландрия (Ultratip Bubbling Under) | 23             |
| Бельгия/Валлония (Ultratop 50)             | 13             |
| Канада (Billboard Canadian Hot 100)        | 71             |
| Ирландия (IRMA)                            | 61             |
| Литва (AGATA)                              | 46             |
| Новая Зеландия (RMNZ)                      | 14             |
| Франция (SNEP)                             | 54             |
| Мир (Billboard Global 200)                 | 72             |
| Швеция (Sverigetopplistan)                 | 19             |
| Швейцария (Schweizer Hitparade)            | 76             |
| Великобритания (OCC UK Singles)            | 93             |
| Великобритания (OCC UK Dance)              | 34             |
| США (Billboard Bubbling Under Hot 100)     | 5              |
| США (Billboard Hot Dance/Electronic Songs) | 4              |
| США (Billboard Hot Latin Songs)            | 6              |

## История релиза
| Регион | Дата           | Формат                                   | Лейбл      | Версия            | Ис.    |
| ------ | -------------- | ---------------------------------------- | ---------- | ----------------- | ------ |
| Мир    | 4 марта 2021   | Цифровая загрузка • стриминг • видеоклип | Interscope | Оригинальная      | [ 29 ] |
| Италия | 9 апреля 2021  | Contemporary hit radio                   | Universal  | Оригинальная      | [ 30 ] |
| Мир    | 16 апреля 2021 | Цифровая загрузка • стриминг             | Interscope | TiëstoRemix       | [ 31 ] |
| Мир    | 30 апреля 2021 | Цифровая загрузка • стриминг             | Interscope | Jack Chirak Remix | [ 32 ] |
| Мир    | 7 мая 2021     | Цифровая загрузка • стриминг             | Interscope | EP                | [ 33 ] |

## Сертификации
| Регион | Сертификация | Продажи |
| --- | ------------ | ------- |
| Франция (SNEP) | Платиновый   | 200 000 |
| * Данные о продажах приведены только на основе сертификации. · ^ Данные о тиражах приведены только на основе сертификации. · Данные о продажах + прослушиваниях приведены только на основе сертификации. |              |         |